# Pistolet HK P2000
Heckler & Koch P2000 – pistolet samopowtarzalny produkowany przez niemiecką firmę Heckler & Koch.